# Сипадан
Сипадан е единствения океански остров на Малайзия. Достига на височина 600 m. Островът се намира в море Сулавеси на изток от главния град Тувау и от брега на Източна Малайзия на о. Борнео. Сипадан е формиран от корали, които са се развивали на върхът на вулкан. Тази дейност им е отнела хиляди години. Островът се намира в „сърцето“ на Индо-тихоокеанския басейн, център на едни от най-богатите морски хабитати в света. Повече от 3000 вида риби и стотици видове корали са класифицирани в тази екосистема.